# Gmina Bolesław (Powiat Dąbrowski)
Die Gmina Bolesław ist eine Landgemeinde im Powiat Dąbrowski der Woiwodschaft Kleinpolen in Polen. Ihr Sitz ist das gleichnamige Dorf mit etwa 540 Einwohnern.

## Gliederung
Zur Landgemeinde (gmina wiejska) Bolesław gehören folgende neun Dörfer mit einem Schulzenamt:
Bolesław
Kanna
Kuzie
Pawłów
Podlipie
Samocice
Strojców
Świebodzin
Tonia